# Вер, Джон де, 13-й граф Оксфорд
Джон де Вер (8 сентября 1442 — 10 марта 1513) — английский аристократ и военачальник, 13-й граф Оксфорд (1462—1475, 1485—1513), лорд великий камергер Англии (1462—1475, 1485—1513), лорд-констебль Англии (1470—1471), лорд-адмирал Англии (1485—1513), первый капитан королевской гвардии (1485—1486). Участник войн Алой и Белой розы.

## Биография
Второй сын Джона де Вера (1408—1462), 12-го графа Оксфорда (1417—1462), и Элизабет Говард (ок. 1410—1474), дочери сэра Джона Говарда и Джоан Уолтон.
В феврале 1462 года его отец Джон де Вер и старший брат Обри де Вер были осуждены в Норфолке по обвинению в заговоре против короля Англии Эдуарда IV Йорка. Руководил судебным процессом лорд-констебль Англии Джон Типтофт, 1-й граф Вустер. 12 февраля 1462 года Джон де Вер, 12-й граф Оксфорд, был обезглавлен в Тауэр-Хилле. Его сын Обри де Вер был казнён там же шестью днями раньше.
Несмотря на казнь отца и старшего брата, Джон де Вер с разрешения короля Эдуарда IV в том же 1462 году унаследовал титул и владения графа Оксфорда, а также занял наследственную должность лорда великого камергера Англии — наследственную должность дома Оксфордов.
18 января 1464 года английский король Эдуард IV Йорк выдал Джону де Веру жалованную грамоту на титулы и владения графа Оксфорда. 26 мая 1465 года он в качестве лорда великого камергера Англии присутствовал на коронации Элизабет Вудвилл, жены Эдуарда IV.
В ноябре 1468 года граф Оксфорд был обвинен в заговоре против короля и заключён в Лондонский Тауэр. В январе 1469 года он был освобождён из заключения и помилован королём 5 апреля того же года. Он избежал казни, вероятно, благодаря влиянию своего шурина Ричарда Невилла, 16-го графа Уорика.
В июле 1469 года Джон де Вер присоединился к недовольным йоркистам под руководством Ричарда Невилла, графа Уорика, и Джорджа Плантагенета, герцога Кларенса, выступивших против короля Эдуарда IV. Весной 1470 года граф Оксфорд был отправлен в ссылку и бежал во Францию, где присоединился к королеве Маргарите Анжуйской. Используя своё родство с графом Уориком, он склонил его перейти на сторону Ланкастерской династии. В сентябре 1470 года Джон де Вер участвовал во вторжении графа Уорика и герцога Кларенса в Англию. Генрих VI Ланкастер был восстановлен на английском престоле. 13 октября того же года граф Оксфорд нёс королевские регалии перед королём Генрихом VI во время процессии в Собор Святого Павла в Лондоне. Джон де Вер был назначен лордом констеблем Англии вместо Джона Типтофта, графа Вустера, ранее приговорившего к смерти его отца и брата. Граф Оксфорд приговорил к казни графа Вустера, который был обезглавлен в Тауэр-Хилле 18 октября 1470 года.
В марте 1471 года граф Оксфорд предотвратил высадку армии короля Эдуарда IV в Норфолке, затем 14 апреля того же года участвовал в битве при Барнете (Хартфордшир). Джон де Вер командовал правым флангом в ланкастерской армии и вначале одержал победу над левым флангов йоркистов под командованием Уильяма Гастингса, 1-го барона Гастингса. Затем воины Оксфорда стали грабить разбитого противника и Барнет. Джон де Вер, собрав часть своих сил, повел их обратно в бой. Но они заблудились в тумане и появились в тылу ланкастерцев с разгар сражения. Ланкастерцы спутали эмблему графа Оксфорда с эмблемой Йорков и обстреляли его из луков. Граф Оксфорд и его воины закричали об измене и бежали с поля битвы. В итоге йоркисты одержали победу над ланкастерцами, граф Уорик был убит.
После поражения в битве при Барнете Джон де Вер с двумя братьями Джорджем и Томасом и небольшим отрядом (40 чел.) бежал в Шотландию. Оттуда он отправился во Францию, где, получив небольшую помощь от французского короля, начал заниматься пиратством и совершать набеги на английские суда и время от времени совершал рейды на побережье Англии. После бегства графа Оксфорда его титулы и владения были конфискованы королём Эдуардом IV.
30 сентября 1473 года Джон де Вер захватил Сент-Майклс-Маунт, небольшой скалистый островок у побережья Корнуолла. Вскоре остров осадили королевские войска под командованием Джона Фортескью. Большая часть его людей дезертировала, а сам граф Оксфорд был ранен в лицо стрелой из лука. 15 февраля 1474 года Джон де Вер вынужден был сдаться королевской армии. Вместе с ним сдались его братья и виконт Бомон.
По королевскому приказу граф Оксфорд был заключен в крепость Амме недалеко от Кале. В это время его мать вынуждена была передать своё имущество герцогу Глостеру. В 1478 году он спрыгнул с крепостной стены в ров с водой, глубиной до подбородка. Хотел он бежать или покончить жизнь самоубийством, сказать трудно. Но ему не удалось ни то, ни другое.
В августе 1484 года новый король Англии Ричард III приказал перевести арестованного Джона де Вера в Англию. Граф Оксфорд смог уговорить капитана Амме сэра Джеймса Блаунта бежать вместе ко двору Генриха Тюдора, графа Ричмонда, который находился в изгнании во Франции. Генрих Тюдор принял Джона де Вера с радостью. Джон де Вер вернулся в крепость Амме и убедил местный гарнизон перейти на сторону графа Ричмонда.
22 августа 1485 года Джон де Вер на стороне Генриха Тюдора, графа Ричмонда, принял участие в решающей битве при Босворте (Лестершир) против армии английского короля Ричарда III. Формально он командовал правым крылом, но фактически исполнял обязанности главнокомандующего. В сражении при Босворте граф Ричмонд одержал победу над королевской армией, в битве погиб сам Ричард III.
В том же 1485 году после вступления на королевский престол Генриха VII Тюдора Джон де Вер был восстановлен во всех своих титулах и получил конфискованные ранее владения. Он стал лордом великим камергером Англии, лордом великим адмиралом Англии, великим стюардом Ланкастерского герцогства к югу от реки Трент и констеблем Лондонского Тауэра.
В том же году Джон де Вер, граф Оксфорд, был назначен первым капитаном королевской гвардии, стал членом Тайного совета. В качестве лорд великого камергера Англии он участвовал в коронации Генриха VII Тюдора и его супруги Елизаветы Йоркской. В 1486 году стал рыцарем ордена Подвязки. Он присутствовал на крупных судебных процессах и в 1486 году стал крёстным отцом Артура, принца Уэльского, старшего сына короля Генриха VII.
16 июня 1487 года граф Оксфорд командовал авангардом королевской армии в битве при Стоук-Филде (Ноттингемпшир), последнем сражении Войн Роз. Авангард Оксфорда разгромил йоркистов под командованием Джона де Ла Поля, графа Линкольна. В 1497 году Джон де Вер, граф Оксфорд, командовал королевской армией и разгромил в битве при Блэкхите корнуоллских мятежников под руководством сэра Джеймса Туше, 4-го лорда Одли.
21 ноября 1499 года граф Оксфорд в качестве лорд-верховного стюарда Англии председательствовал на судебном процессе против Эдварда Плантагенета, 17-го графа Уорика.
В начале правления короля Генриха VIII Тюдора Джон де Вер, граф Оксфорд, продолжал пользоваться большим влиянием при дворе. В качестве лорда великого камергера Англии он присутствовал на коронации нового монарха.
10 марта 1513 года 70-летний Джон де Вер, граф Оксфорд, скончался в замке Хедингем (Эссекс) и был похоронен 24 апреля в Коулнском приорстве. Ему наследовал родной племянник Джон де Вер (1499—1526), 14-й граф Оксфорд (1513—1526), сын сэра Джорджа де Вера и Маргарет Стаффорд.

## Семья и дети
Джон де Вер был дважды женат. Около 1465 года он женился на Маргарет Невилл (1444—1506/1507), дочери Ричарда Невилла, 5-го графа Солсбери, и Элис Монтегю, дочери Томаса Монтегю, 4-го графа Солсбери. Маргарет была сестрой Ричарда Невилла, 16-го графа Уорика. Первый брак был бездетным.
В 1508 году вторично женился на Элизабет Ле Скруп, вдове Уильяма Бомона (1438—1507), виконта Бомона, дочери сэра Ричарда Скрупа, второго сына Генри Скрупа, 4-го барона Скрупа из Болтона, и Элеоноры Уошборн. Второй брак также был бездетным.
Также имел незаконнорожденную дочь Кэтрин де Вер (ум. после 20 июня 1504), которая вышла замуж за сэра Роберта Броутона (ум. 1506), одного из самых богатых землевладельцев в Англии. У них было два сына и дочь: Джон, Роберт и Маргарет.